# Целяковская волость
Целяковская во́лость — волость в составе Великоустюжского уезда Северо-Двинской губернии РСФСР (в 1918—1924 годах), Вологодской губернии (до 1918). Волостной центр — Целяково.
В настоящее время территория волости относится к Лузского района Кировской области.

## История
Упразднена в 1924 году с включением территории в созданный Лальский район.

## Состав волости
На 1893 год входила в II стан Вологодской губернии.
По данным на 1913 год входили 181 населённый пункт
- Абрамова
- Аграфенинская
- Александрова (ныне — Александрово)
- Афанова
- Барминская
- Батохина
- Батюхина (ныне — Батюхино, упразднен в 1994 году)
- Бачурина (ныне — Бачурино, упразднен в 1986 году)
- Безсоновский (починок)
- Белополье
- Березина (ныне — Березино)
- Большая Лесная
- Большое Лаврово
- Большой Двор
- Борисова
- Бурдукова
- Бурчева
- Бызуновская
- Васильева
- Вачелова
- Верхнее Заборье
- Верхнее Клабуково
- Верхнее Климово
- Верхнее Михалево
- Верхнее Плесо
- Верхнее Раменье
- Верхнее Скалепово
- Верхняя Волшанка
- Ветошкина
- Водопьянка
- Воронинская Статья
- Воросова Гора
- Глушица
- Голяшевица
- Горка
- Гришинская
- Давыдова
- Даркинская Выставка
- Демидовская
- Долматов Наволок
- Дресвянка
- Дылдинский (починок)
- Ельцова Гора
- Ереминская
- Ершева
- Ершева Гора
- Ефанова
- Ефимовский (починок)
- Животова
- Жилина
- Загорье
- Заистобная
- Захарьина
- Зеленики
- Зманова
- Зубарева
- Зубарево (Нижнее Плесо)
- Ивашева
- Игнатьевская
- Кабунинская
- Калентьева
- Каменка
- Каменна
- Клеточный Прислон
- Клобукова
- Клокова Гора
- Когатова
- Козловская
- Комарова
- Коневец
- Коншева
- Коптяевская
- Копылова
- Кормановская Пустошь
- Кормановский (починок)[3]
- Костяковская
- Кочевская
- Кошелева
- Крохинская
- Кузьминская
- Куклина Гора
- Кулемисина
- Куликова
- Липова
- Лобановский Прислон
- Лопаткина
- Лощинская
- Лукинская
- Луков Прислон
- Ляпкова
- Малая ЛЕсная
- Малое Лаврово
- Мальковская
- Маслениковская
- Матвеевская
- Матренинская
- Моховская Гора
- На статье Россохе
- Немонова Гора
- Нижнее Заборье
- Нижнее Клабуково
- Нижнее Липово
- Нижнее Михалево
- Нижнее Раменье
- Нижнее Скалепово
- Нижняя Волшанка
- Никулина
- Новгородова
- Новинский (починок)
- Новый (починок)
- Огорелов Прислон
- Озерская
- Орехова
- Пасиева
- Патракиева
- Пахомьева
- Пестова
- Петровицина
- Пловский Прислон
- По речке Гужевке
- По речке Русанихе
- Погореловщина
- Подымаловский Прислон
- Пуп
- Пьянковская
- Работина
- Рагуйлова
- Радионовская Гора
- Ратчинская
- Руденина
- Русинова
- Савинская
- Сакулевская
- Самковская
- Сваруха
- Своробова
- Селезевская
- Семеновский Наволок
- Середыш
- Скорятина
- Слободище
- Сметанино
- Соколовшина
- Соловьева
- Спенцына
- Спирина Гора
- Среднее Раменье
- Старомонастырская
- Старостинская
- Стригина
- Суворовская
- Сухарина
- Тараканова
- Тимонина
- Туркова
- Турышкина
- Ухтенина
- Федоровская
- Федотова
- Филипова
- Филогин (починок)
- Филюнина
- Фофанова
- Фуфаева
- Ханюг
- Ханюг с навесом
- Хахилева
- Холуевская
- Целяково (Целякова) — волостной центр
- Чернышевский Прислон
- Чурилова
- Шебунина
- Шеина
- Широкова
- Шумячев Прислон
- Шуркова
- Юрьева Гора
- Яковлевская
- Якутина
- Ярцева
- Яшиницын